# インヴィテーション (アル・ヘイグのアルバム)
『インヴィテーション』（Invitation）は、ジャズ・ピアニストのアル・ヘイグが1974年に発表したアルバム。1970年代における代表作のひとつである。

## 解説
『インヴィテーション』は、アル・ヘイグがジャズ・シーンの第一線に復帰するきっかけとなったアルバムである。ヘイグは1940年代半ばからビバップ全盛期を代表するピアニストとして活動していたが、ビバップ・ムーブメントが終息したのちは自身のコマーシャリズムに迎合しない活動方針を貫き、1950年代半ば以降は録音の機会も減り不遇の時代を送っていた。そのような中でも、ヘイグはレストランやバーなどで細々と演奏を続けており、1970年代にはヨーロッパに活動の拠点を移し、1973年の暮れにイギリスに移住しロンドンのスポットライト・レコードと契約。レーベルのオーナーであり、ジャズ・ピアニスト、ジョー・オーバニーの再起のきっかけをつくった人物でもあるトニー・ウィリアムスのプロデュースにより新しいアルバムを制作することとなった。
演奏メンバーにはデンマークのベーシスト、ニールス・ペデルセンと、当時欧州を中心に活動していたアメリカ人のドラマー、エド・シグペンが予定されていたが、あいにく録音日はピアノのコンディションが悪く、制作は一時延期となった。年が明けた1974年、あらたにフランス人のベーシスト、ジルベール・ロヴェルと、同じくアメリカ人のドラマー、ケニー・クラークが起用され、録音が再開された。
ロヴェルはブルーノート・レコードに所属し、1960年代にはパリに移住したデクスター・ゴードンやケニー・ドリューなどと共演。デューク・エリントン楽団の在団経験もあり、1963年にはエリントンのプロデュースによるバド・パウエルのアルバム『バド・パウエル・イン・パリ』(リプリーズ) の録音に参加した。一方クラークは、ビバップ草創期にモダン・ドラム奏法を確立したパイオニアの一人であり、1960年代には活動の拠点をヨーロッパに移し、同じく欧州移住組のアメリカ人ミュージシャンの録音に多数参加した。1963年には同じくエリントンのプロデュースでスウェーデンの歌手、アリス・バブスのアルバム『セレナーデ・トゥ・スウェーデン』(リプリーズ) にロヴェルとともに参加している。
録音はオリンピック・スタジオで行われ、スタンダード曲と、ヘイグおよびシダー・ウォルトンのオリジナル曲で構成されている。とくにアルバム1曲目の「ホリーランド」やタイトル曲の「インヴィテーション」は人気を博し、ヘイグの詩的で印象主義的なピアノ・プレイの魅力を再び世間に認知させた。ヘイグはこのアルバムの成功をきっかけに精力的な活動を再開し、本格的なカムバックを果たした。
なお、『インヴィテーション』はたびたびCD化されているが、1990年の初CD化の際には、同一セッションの未発表音源が5曲追加収録された。

## 収録曲

### 1974年版LP
| #  | タイトル             | 作詞 | 作曲・編曲 | 時間 |
| -- | -------------------- | ---- | ---------- | ---- |
| 1. | 「Holyland」         |      |            | 5:30 |
| 2. | 「Invitation」       |      |            | 7:01 |
| 3. | 「Enigma」           |      |            | 6:19 |
| 4. | 「Sawbo City Blues」 |      |            | 4:33 |

| #  | タイトル                    | 作詞 | 作曲・編曲 | 時間 |
| -- | --------------------------- | ---- | ---------- | ---- |
| 1. | 「If You Could See Me Now」 |      |            | 7:56 |
| 2. | 「Sambalhasa」              |      |            | 5:27 |
| 3. | 「Daydream」                |      |            | 5:14 |
| 4. | 「Linear Motion」           |      |            | 6:24 |

### 1990年版CD
| #         | タイトル                                            | 作詞             | 作曲      | 時間 |
| --------- | --------------------------------------------------- | ---------------- | --------- | ---- |
| 1.        | 「Holyland」                                        |                  | Walton    | 5:32 |
| 2.        | 「No Stranger Love (previously unreleased)」        |                  | Haig      | 5:54 |
| 3.        | 「Sweet and Lovely (previously unreleased)」        | Daniels , Tobias | Arnheim   | 5:50 |
| 4.        | 「Invitation」                                      | Webster          | Kaper     | 7:01 |
| 5.        | 「Enigma」                                          |                  | Johnson   | 6:21 |
| 6.        | 「Sawbo City Blues」                                |                  | Haig      | 4:35 |
| 7.        | 「Wave (previously unreleased)」                    | Jobin            | Jobin     | 5:43 |
| 8.        | 「You Are My Everything (previously unreleased)」   | Dixon , Young    | Warren    | 4:20 |
| 9.        | 「If You Could See Me Now」                         | Sogman           | Dameron   | 7:56 |
| 10.       | 「Sambalhasa」                                      |                  | Haig      | 5:28 |
| 11.       | 「Have You Met Miss Jones (previously unreleased)」 | Hart             | Rogers    | 5:32 |
| 12.       | 「Daydream」                                        |                  | Strayhorn | 5:15 |
| 13.       | 「Linear Motion」                                   |                  | Haig      | 6:25 |
| 合計時間: | 合計時間:                                           | 合計時間:        | 75:52     |      |

## 演奏メンバー
- アル・ヘイグ - ピアノ
- ジルベール・ロヴェル - ベース
- ケニー・クラーク - ドラム

## クレジット
- Recorded at Olympic Sound Studios, Barnes, England
- Recording Engineer, Keith Grant
- Cutting Engineer, Richard Langham
- Mixing Engineer, Pete Mew
- Jacker Design, Malcom Walker

## 発売履歴
- 1974年：レコード - AH4（Spotlite Records）
- 1975年：レコード - ITJ-80041（東芝EMI）[4]
- 1990年：CD - TOCJ-5525（同上）[5]
- 1998年：CD - TOCJ-6213（同上）
- 2007年：CD - TOCJ-6899（同上）
- 2011年：CD - TOCJ-50250（同上）